# Jazvine (Busovača)
Jazvine es un pueblo ubicado en el municipio de Busovača, en el cantón de Bosnia Central, Bosnia y Herzegovina.

## Superficie
Cuenta con una superficie de 3,24 km².

## Demografía
Hasta 2013 la población era de 458 habitantes, con una densidad de población de 141,5 hab/km².
| Gráfica de evolución demográfica de Jazvine entre 1961 y 2013                      |
|                                                                                    |
| Datos según Population statistics of Eastern Europe & former USSR y Statistika.ba. |